# Bleptinodes
Bleptinodes is een geslacht van vlinders van de familie spinneruilen (Erebidae), uit de onderfamilie Hypeninae.

## Soorten
- B. borbonica De Joannis, 1932
- B. perumbrosa Hampson, 1989
- B. tanaocrossa Prout